# Thalassometra hirsuta
Thalassometra hirsuta is een haarster uit de familie Thalassometridae.
De wetenschappelijke naam van de soort werd in 1911 gepubliceerd door Austin Hobart Clark.